# Josip Skoko
Josip Skoko (Mount Gambier, 10 dicembre 1975) è un ex calciatore australiano di ruolo centrocampista.

## Biografia
Nato in Australia a Mount Gambier, ha origini croate.
I suoi due figli Noa e Luka sono anch'essi calciatori.

## Caratteristiche tecniche
Era un centrocampista centrale dotato di buona tecnica e abile nel trasformare l'azione da difensiva in offensiva. Al contempo sapeva pure essere un leader.

## Carriera

### Club
Skoko ha iniziato da professionista nel North Geelong Warriors, squadra australiana.
Nel 1995 si è trasferito in Europa ai croati all'Hajduk Spalato, dove in quattro anni ha totalizzato 106 presenze.
Nel 1999 si è trasferito al Genk (con cui ha partecipato alla Champions 2002-2003 e vinto un campionato e una coppa nazionale), mentre nel 2003 è stato acquistato dal Gençlerbirliği di Istanbul, con cui ha potuto anche giocare in Coppa UEFA.
Nel 2005, scaduto il contratto coi turchi, si è accasato al Wigan, in Football League inglese.
Il 7 febbraaio 2006 è stato ceduto in prestito allo Stoke City, per poi tornare al Wigan all'inizio della stagione 2006-2007, affermandosi come centrocampista titolare insieme a Paul Scharner e Denny Landzaat.
Nell'estate 2008, dopo non avere rinnovato il proprio contratto coi latics, ha fatto ritorno all'Hajduk Spalato, con cui ha siglato un contratto biennale.
Il 19 maggio 2010 viene annunciato il suo acquisto da parte del Melbourne Heart, facendo così ritorno in Australia.
Il 3 febbraio 2011 annuncia il proprio ritiro dal calcio giocato.

### Nazionale
Ha debuttato in nazionale australiana il 12 marzo 1997 nell'amichevole vinta per 0-1 in trasferta contro la Macedonia.
Nel 2000 ha fatto parte degli olyroos alle Olimpiadi di Sydney.
Successivamente viene convocato per la Confederations Cup 2001, in cui gli australiani si piazzano terzi; nel corso del torneo Skoko ha realizzato un gol nel successo ai gironi contro il Messico (2-1).
Il 22 febbraio 2006 ha indossato la fascia di capitano nel successo per 1-3 in casa del Bahrein.
Il 25 maggio 2006, poco prima dei Mondiali, ha segnato il gol della vittoria in un'amichevole contro la Grecia, davanti ai 95.000 del Melbourne Cricket Ground di Melbourne. Poco tempo dopo è stato inserito nella lista definitiva dei 23 convocati dei socceroos ai Mondiali in Germania, in cui gli australiani sono stati eliminati agli ottavi dall'Italia futura vincitrice del torneo; tuttavia Skoko non ha disputato nessuna partita nel corso del torneo, cosa per cui successivamente espresse la propria delusione.
Nell'agosto 2007, dopo non essere stato convocato per la Coppa d'Asia giocatasi il mese prima, ha annunciato il proprio ritiro dalla nazionale, con cui ha disputato la sua ultima gara l'11 settembre del medesimo anno nell'amichevole persa contro l'Argentina (0-1); nonostante la sconfitta Skoko ha offerto una buona prestazione.
Complessivamente Skoko ha racimolato 51 presenze e 9 reti con l'Australia.

## Statistiche

### Cronologia presenze e reti in nazionale
| Cronologia completa delle presenze e delle reti in nazionale ― Australia | Cronologia completa delle presenze e delle reti in nazionale ― Australia | Cronologia completa delle presenze e delle reti in nazionale ― Australia | Cronologia completa delle presenze e delle reti in nazionale ― Australia | Cronologia completa delle presenze e delle reti in nazionale ― Australia | Cronologia completa delle presenze e delle reti in nazionale ― Australia | Cronologia completa delle presenze e delle reti in nazionale ― Australia | Cronologia completa delle presenze e delle reti in nazionale ― Australia |
| Data                                                                     | Città                                                                    | In casa                                                                  | Risultato                                                                | Ospiti                                                                   | Competizione                                                             | Reti                                                                     | Note                                                                     |
| ------------------------------------------------------------------------ | ------------------------------------------------------------------------ | ------------------------------------------------------------------------ | ------------------------------------------------------------------------ | ------------------------------------------------------------------------ | ------------------------------------------------------------------------ | ------------------------------------------------------------------------ | ------------------------------------------------------------------------ |
| 12-3-1997                                                                | Skopje                                                                   | Macedonia                                                                | 0 – 1                                                                    | Australia                                                                | Amichevole                                                               | -                                                                        | 72’                                                                      |
| 2-4-1997                                                                 | Budapest                                                                 | Ungheria                                                                 | 1 – 3                                                                    | Australia                                                                | Amichevole                                                               | -                                                                        | 27’ 46’                                                                  |
| 17-6-1997                                                                | Parramatta                                                               | Australia                                                                | 6 – 2                                                                    | Isole Salomone                                                           | Qual. Mondiali 1998                                                      | -                                                                        | 72’                                                                      |
| 1-10-1997                                                                | Tunisi                                                                   | Tunisia                                                                  | 0 – 3                                                                    | Australia                                                                | Amichevole                                                               | -                                                                        | 65’                                                                      |
| 16-12-1997                                                               | Riyad                                                                    | Arabia Saudita                                                           | 1 – 0                                                                    | Australia                                                                | Conf. Cup 1997 - 1º turno                                                | -                                                                        | 74’                                                                      |
| 19-12-1997                                                               | Riyad                                                                    | Australia                                                                | 1 – 0 gg                                                                 | Uruguay                                                                  | Conf. Cup 1997 - Semifinale                                              | -                                                                        | 81’                                                                      |
| 6-6-1998                                                                 | Zagabria                                                                 | Croazia                                                                  | 7 – 0                                                                    | Australia                                                                | Amichevole                                                               | -                                                                        | 74’                                                                      |
| 5-11-1998                                                                | East Lansing                                                             | Stati Uniti                                                              | 0 – 0                                                                    | Australia                                                                | Amichevole                                                               | -                                                                        | 20’                                                                      |
| 9-2-2000                                                                 | Valparaíso                                                               | Cile                                                                     | 2 – 1                                                                    | Australia                                                                | Amichevole                                                               | -                                                                        |                                                                          |
| 12-2-2000                                                                | Valparaíso                                                               | Australia                                                                | 0 – 0                                                                    | Slovacchia                                                               | Amichevole                                                               | -                                                                        |                                                                          |
| 23-2-2000                                                                | Budapest                                                                 | Ungheria                                                                 | 0 – 3                                                                    | Australia                                                                | Amichevole                                                               | 1                                                                        |                                                                          |
| 29-3-2000                                                                | Teplice                                                                  | Rep. Ceca                                                                | 3 – 1                                                                    | Australia                                                                | Amichevole                                                               | -                                                                        |                                                                          |
| 4-10-2000                                                                | Dubai                                                                    | Kuwait                                                                   | 0 – 1                                                                    | Australia                                                                | Amichevole                                                               | -                                                                        |                                                                          |
| 7-10-2000                                                                | Dubai                                                                    | Corea del Sud                                                            | 4 – 2                                                                    | Australia                                                                | Amichevole                                                               | -                                                                        | 75’                                                                      |
| 15-11-2000                                                               | Glasgow                                                                  | Scozia                                                                   | 0 – 2                                                                    | Australia                                                                | Amichevole                                                               | -                                                                        | 75’                                                                      |
| 30-5-2001                                                                | Suwon                                                                    | Messico                                                                  | 0 – 2                                                                    | Australia                                                                | Conf. Cup 2001 - 1º Turno                                                | 1                                                                        | 70’                                                                      |
| 1-6-2001                                                                 | Daegu                                                                    | Australia                                                                | 1 – 0                                                                    | Francia                                                                  | Conf. Cup 2001 - 1º Turno                                                | -                                                                        | 78’                                                                      |
| 9-6-2001                                                                 | Ulsan                                                                    | Australia                                                                | 1 – 0                                                                    | Brasile                                                                  | Conf. Cup 2001 - Finale 3º posto                                         | -                                                                        | 71’                                                                      |
| 20-6-2001                                                                | Wellington                                                               | Nuova Zelanda                                                            | 0 – 2                                                                    | Australia                                                                | Qual. Mondiali 2002                                                      | -                                                                        | 83’                                                                      |
| 24-6-2001                                                                | Sydney                                                                   | Australia                                                                | 4 – 1                                                                    | Nuova Zelanda                                                            | Qual. Mondiali 2002                                                      | -                                                                        | 60’                                                                      |
| 11-11-2001                                                               | Melbourne                                                                | Australia                                                                | 1 – 1                                                                    | Francia                                                                  | Amichevole                                                               | -                                                                        | 73’                                                                      |
| 20-11-2001                                                               | Melbourne                                                                | Australia                                                                | 1 – 0                                                                    | Uruguay                                                                  | Qual. Mondiali 2002                                                      | -                                                                        |                                                                          |
| 25-11-2001                                                               | Montevideo                                                               | Uruguay                                                                  | 3 – 0                                                                    | Australia                                                                | Qual. Mondiali 2002                                                      | -                                                                        |                                                                          |
| 12-2-2003                                                                | Londra                                                                   | Inghilterra                                                              | 1 – 3                                                                    | Australia                                                                | Amichevole                                                               | -                                                                        | 46’                                                                      |
| 7-9-2003                                                                 | Reading                                                                  | Australia                                                                | 2 – 1                                                                    | Giamaica                                                                 | Amichevole                                                               | -                                                                        |                                                                          |
| 30-3-2004                                                                | Londra                                                                   | Sudafrica                                                                | 0 – 1                                                                    | Australia                                                                | Amichevole                                                               | -                                                                        |                                                                          |
| 21-5-2004                                                                | Sydney                                                                   | Australia                                                                | 1 – 3                                                                    | Turchia                                                                  | Amichevole                                                               | -                                                                        | 10’ 67’                                                                  |
| 24-5-2004                                                                | Melbourne                                                                | Australia                                                                | 0 – 1                                                                    | Turchia                                                                  | Amichevole                                                               | -                                                                        |                                                                          |
| 29-5-2004                                                                | Adelaide                                                                 | Australia                                                                | 1 – 0                                                                    | Nuova Zelanda                                                            | Coppa d'Oceania 2004 - 2º turno                                          | -                                                                        | [ 21 ]                                                                   |
| 31-5-2004                                                                | Adelaide                                                                 | Australia                                                                | 9 – 0                                                                    | Tahiti                                                                   | Coppa d'Oceania 2004 - 2º turno                                          | 1                                                                        | 46’                                                                      |
| 4-6-2004                                                                 | Adelaide                                                                 | Australia                                                                | 3 – 0                                                                    | Vanuatu                                                                  | Coppa d'Oceania 2004 - 2º turno                                          | -                                                                        | [ 21 ]                                                                   |
| 6-6-2004                                                                 | Adelaide                                                                 | Australia                                                                | 2 – 2                                                                    | Isole Salomone                                                           | Coppa d'Oceania 2004 - 2º turno                                          | -                                                                        | [ 21 ]                                                                   |
| 9-10-2004                                                                | Honiara                                                                  | Isole Salomone                                                           | 1 – 5                                                                    | Australia                                                                | Coppa d'Oceania 2004 - Finale-andata                                     | 2                                                                        | [ 21 ]                                                                   |
| 12-10-2004                                                               | Sydney                                                                   | Australia                                                                | 6 – 0                                                                    | Isole Salomone                                                           | Coppa d'Oceania 2004 - Finale-ritorno                                    | -                                                                        | 46’                                                                      |
| 16-11-2004                                                               | Londra                                                                   | Australia                                                                | 2 – 2                                                                    | Norvegia                                                                 | Amichevole                                                               | 1                                                                        |                                                                          |
| 26-3-2005                                                                | Sydney                                                                   | Australia                                                                | 2 – 1                                                                    | Iraq                                                                     | Amichevole                                                               | -                                                                        |                                                                          |
| 9-6-2005                                                                 | Londra                                                                   | Australia                                                                | 1 – 0                                                                    | Nuova Zelanda                                                            | Amichevole                                                               | -                                                                        | 63’                                                                      |
| 15-6-2005                                                                | Francoforte                                                              | Germania                                                                 | 4 – 3                                                                    | Australia                                                                | Conf. Cup 2005 - 1º turno                                                | 1                                                                        |                                                                          |
| 18-6-2005                                                                | Norimberga                                                               | Australia                                                                | 2 – 4                                                                    | Argentina                                                                | Conf. Cup 2005 - 1º turno                                                | -                                                                        | 74’                                                                      |
| 21-6-2005                                                                | Lipsia                                                                   | Australia                                                                | 0 – 2                                                                    | Tunisia                                                                  | Conf. Cup 2005 - 1º turno                                                | -                                                                        | 61’                                                                      |
| 3-9-2005                                                                 | Sydney                                                                   | Australia                                                                | 7 – 0                                                                    | Isole Salomone                                                           | Qual. Mondiali 2006                                                      | -                                                                        | 72’                                                                      |
| 9-10-2005                                                                | Londra                                                                   | Australia                                                                | 5 – 0                                                                    | Giamaica                                                                 | Amichevole                                                               | -                                                                        | 53’                                                                      |
| 16-11-2005                                                               | Sydney                                                                   | Australia                                                                | 1 – 0 dts (4 – 2 dtr)                                                    | Uruguay                                                                  | Qual. Mondiali 2006                                                      | -                                                                        | 110’                                                                     |
| 22-2-2006                                                                | Riffa                                                                    | Bahrein                                                                  | 1 – 3                                                                    | Australia                                                                | Qual. Coppa d'Asia 2007                                                  | 1                                                                        | cap.                                                                     |
| 25-5-2006                                                                | Melbourne                                                                | Australia                                                                | 1 – 0                                                                    | Grecia                                                                   | Amichevole                                                               | 1                                                                        | 60’                                                                      |
| 7-6-2006                                                                 | Ulma                                                                     | Liechtenstein                                                            | 1 – 3                                                                    | Australia                                                                | Amichevole                                                               | -                                                                        | 83’                                                                      |
| 6-9-2006                                                                 | Al Kuwait                                                                | Kuwait                                                                   | 2 – 0                                                                    | Australia                                                                | Qual. Coppa d'Asia 2007                                                  | -                                                                        |                                                                          |
| 7-10-2006                                                                | Brisbane                                                                 | Australia                                                                | 1 – 1                                                                    | Paraguay                                                                 | Amichevole                                                               | -                                                                        | 59’                                                                      |
| 11-10-2006                                                               | Sydney                                                                   | Australia                                                                | 2 – 0                                                                    | Bahrein                                                                  | Qual. Coppa d'Asia 2007                                                  | -                                                                        | 81’                                                                      |
| 6-2-2007                                                                 | Londra                                                                   | Australia                                                                | 1 – 3                                                                    | Danimarca                                                                | Amichevole                                                               | -                                                                        | 67’                                                                      |
| 11-9-2007                                                                | Melbourne                                                                | Australia                                                                | 0 – 1                                                                    | Argentina                                                                | Amichevole                                                               | -                                                                        | 51’                                                                      |
| Totale                                                                   |                                                                          | Presenze                                                                 | 51                                                                       |                                                                          | Reti                                                                     | 9                                                                        |                                                                          |

## Palmarès

### Club
- Campionato belga: 1

Genk: 2001-2002
- Coppa del Belgio: 1

Genk: 1999-2000
- Coppa di Croazia: 1

Hajduk Spalato: 2009-2010